# Туризм в Тульской области

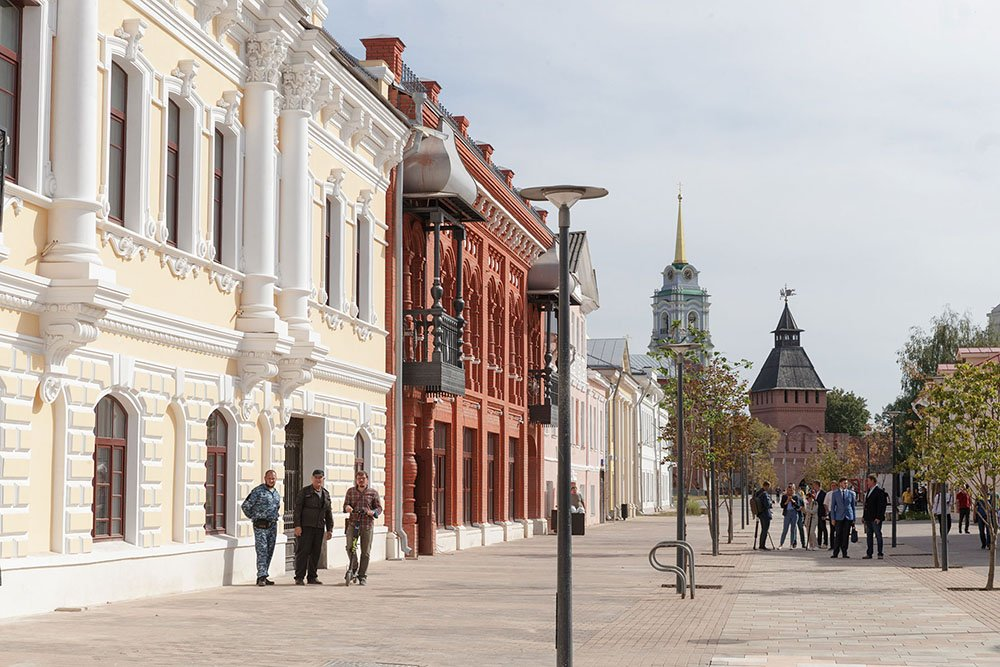
Музейный квартал в Туле

Туризм в Тульской области является динамично развивающейся отраслью экономики региона, благодаря географическому расположению (в центре России, вблизи Москвы, международных аэропортов, на линиях важнейших российских коммуникаций) и универсальному комплексу культурно-исторических и природных достопримечательностей является перспективным направлением для развития внутреннего и въездного туризма. В настоящее время наибольшей популярностью пользуются культурно-познавательный, гастрономический, промышленный, экологический, детский, социальный, сельский, деловой туризм.
На территории региона находятся порядка 250 объектов показа, среди которых музеи, монастыри и храмы, усадьбы, объекты активного отдыха, памятники и другие достопримечательности. В Тульской области действуют 80 музеев и их филиалов, в том числе 4 музея федерального значения: музей-усадьба Л. Н. Толстого «Ясная Поляна», музей-заповедник «Куликово поле», музей-заповедник В. Д. Поленова и Тульский государственный музей оружия. Для туристов и отдыхающих интерес представляют местные промыслы — художественная отделка охотничьего оружия, самоварное и гармонное производства, изготовление тульских пряников, филимоновской игрушки, белёвской пастилы и белёвского кружева. 9 населённых пунктов были отнесены в 2002 году к историческим: Алексин, Белёв, Богородицк, Венёв, Епифань, Одоев, Плавск, Тула, Чекалин. Туристическими брендами стали тульский самовар, тульский пряник и тульское оружие.
В регионе функционируют более 200 объектов размещения разных ценовых сегментов, прошедших обязательную классификацию, подтверждающую соответствие международным требованиям и стандартам. В целях улучшения качества обслуживания туристов ведется целенаправленная работа по проведению добровольной классификации КСР, и на сегодняшний день в Тульской области классифицировано 4 гостиницы: «SK — Royal Hotel» 5*, «Армения» 4*, «Фортуна» 3* и «Подворье» 2*.

## Туристско-рекреационные кластеры

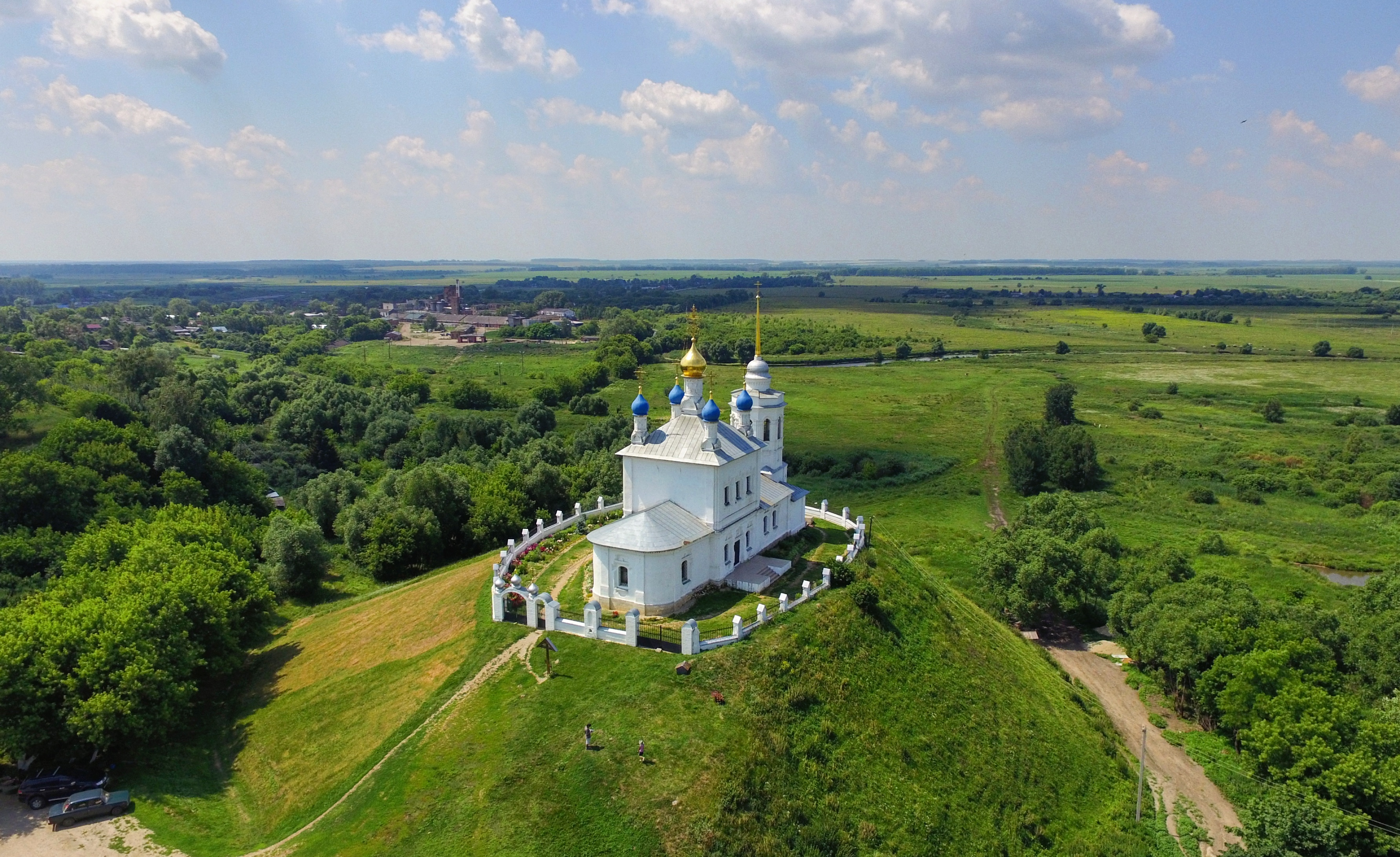
Успенская церковь в Епифани

На основе анализа туристских ресурсов, состояния инфраструктуры и транспортной логистики в разрезе муниципальных образований Тульской области в 2015 году были сформированы и сгруппированы туристско-рекреационные кластеры, целью которых является включение данных регионов во всероссийские и межрегиональные туристские процессы. «Тульский» кластер сформирован на территории Тулы и Щекина. В «Окский» кластер входят территории, расположенные рядом с рекой Ока — Заокский район, город Алексин, Ясногорский район. В «Куликовский» кластер вошли населенные пункты, располагающиеся в непосредственной близости от трассы М-4 «Дон» — Узловая, Венёв, Новомосковск, Богородицк, Кимовск, Куркино, Епифань. Кластер «Русские усадьбы» сформирован тематически на базе глобального одноимённого федерального маршрута. В состав территории перспективного развития «Юго-Запад» вошли три муниципалитета области — Белёвский, Одоевский и Суворовский районы.
В целях эффективного развития кластера в каждом из них выделен один административный центр, который является ядром кластера. По каждому кластеру определены основные направления развития, которые включают строительство новых гостиниц и туристических баз, открытие кафе и ресторанов, объектов развлечений для туристов и местных жителей.

### Тульский
Включает город Тулу (важнейшие объекты притяжения туристов — музейный квартал Тулы, Тульский государственный музей оружия и Тульский кремль) и Щёкинский район (музей-заповедник «Ясная Поляна» с прилегающими объектами, в том числе бывший уездный город Крапивна). Значительным преимуществом кластера является удобная транспортная доступность и логистика. Наличие 4 железнодорожных вокзалов и федеральной трассы М-2 обеспечивает транспортное сообщение со многими городами России. В рамках активного туризма в кластере функционируют горнолыжные трассы, клубы активного отдыха, верёвочные парки, конно-спортивные центры и полеты на воздушном шаре. Наличие большого количества индустриальных предприятий создаёт перспективы для развития промышленного туризма.

### Окский
Кластер «Окский» с центром в городе Алексине образован путем объединения туристских ресурсов Заокского и Алексинского районов и рассчитан на туристский потенциал Калужской и Московской областей. Окский кластер находится в экологически чистой природной зоне, где сосредоточены природные памятники, что создаёт все необходимые условия для развития рекреационного туризма. В состав кластера входят порядка 30 объектов показа, среди которых музей-усадьба Василия Поленова, музей-усадьба Андрея Болотова «Дворяниново», музей командира крейсера «Варяг» Всеволода Руднева, Свято-Казанский монастырь в селе Колюпаново. На территории кластера проводится крупный молодёжный фестиваль «Дикая мята». Благодаря фермерским кооперативам, расположенным на территории кластера, развивается сельский туризм. В рамках активного отдыха действуют горнолыжные спуски, конные клубы, организованы джиппинг, рыбалка, прогулки на катере по Оке, сплав на байдарках. На территории развивается культурно-познавательный, детский образовательный, этнографический, гастрономический, сельский, рекреационный, религиозный, событийный и активный туризм.

### Куликовский
Кластер объединяет туристские ресурсы города Новомосковска, Венёвского, Узловского, Богородицкого, Кимовского районов и территории музея-заповедника «Куликово поле» Куркинского района. В состав входит более 29 объектов показа, в том числе музей-заповедник «Куликово поле» со своими филиалами в Епифани, Монастырщино и Моховом, усадьба графов Бобринских в Богородицке, музей Матроны Московской в селе Себино и Романцевские горы («Кондуки»). Прохождение по территории кластера федеральной трассы М4 «Дон» позволяет учитывать туристский потенциал Липецкой, а также соседних Московской и Рязанской областей. На территории развивается культурно-познавательный, военно-патриотический, религиозный и событийный туризм.

### Русские усадьбы
В кластер включены основные действующие усадебные комплексы Тульской области: музей-усадьбу Л. Н. Толстого «Ясная Поляна» (Щёкинский район), музей-заповедник В. Д. Поленова (Заокский район), музей-усадьбу А. Т. Болотова «Дворяниново» (Заокский район), музей-усадьба А. С. Хомякова «Богучарово», историко-мемориальный музейный комплекс «Бобрики» (Донской), усадьба Бобринских (Богородицк), усадьбу купца Байбакова (Епифань). Помимо этого в регионе насчитывается 305 старинных усадеб разной степени сохранности. С 2019 года Тульская область является участником ведомственного проекта «Возрождение исторических усадеб» национального проекта «Культура». Проект направлен на приведение исторических усадеб в надлежащее техническое состояние с сохранением культурно-исторической ценности объекта, его аутентичности, среди которых усадьба Пасхаловых, усадьба Кульжинских, усадьбы Мальцевых.

### Территория перспективного развития «Юго-запад»
В состав территории, центром которой является Одоев, входит три муниципальных образований Тульской области — Белёвский, Одоевский и Суворовский районы. В территорию входит порядка 40 объектов показа, в том числе 2 природных, 15 исторических, 23 социально-культурных объекта. Культурно-историческое и природное наследие территории представлено брендами — филимоновская игрушка, белёвская пастила, белёвское кружево, самый маленький город России — Чекалин, краинские минеральные воды. Город Белёв относится к малым историческим поселениям федерального значения. На территории развивается культурно-познавательный, религиозный, этнографический, гастрономический, событийный, лечебно-оздоровительный и рекреационный туризм.

## Направления

### Культурно-познавательный
Тульская область является одним из регионов-лидеров по развитию музейного дела в России, входит в «большую тройку музейных регионов страны» после Москвы и Санкт-Петербурга по числу музеев прежде всего федерального уровня. Музейная сеть Тульской области представлена пятью федеральными музеями (с 11 филиалами, это: филиал Государственного исторического музея, Тульский музей оружия, музей-усадьба Л. Н. Толстого «Ясная Поляна», музей-заповедник «Куликово поле», музей-усадьба В. Д. Поленова), двумя государственными музеями (с 22 филиалами), двадцати двумя муниципальными (с 9 филиалами), частными и ведомственными музеями. Всего на территории области осуществляют деятельность более 100 музеев. В федеральных, государственных и муниципальных музеях хранится более 430 тысяч музейных предметов основного фонда. В 2020 году в рамках празднования 500-летия возведения Тульского кремля состоялось открытие Музейного квартала в Туле, основу которого составляют филиалы федеральных музеев. Новый музейный кластер расположился на улице Металлистов, одной из старейших в городе.
Среди частных музеев, открытых в регионе в последние годы, наиболее заметными являются музей станка и музей гармони деда Филимона в Туле, частная антикварная коллекция самоваров Михаила Борщёва в Груманте, музей советской игрушки «В детство» в Одоеве.

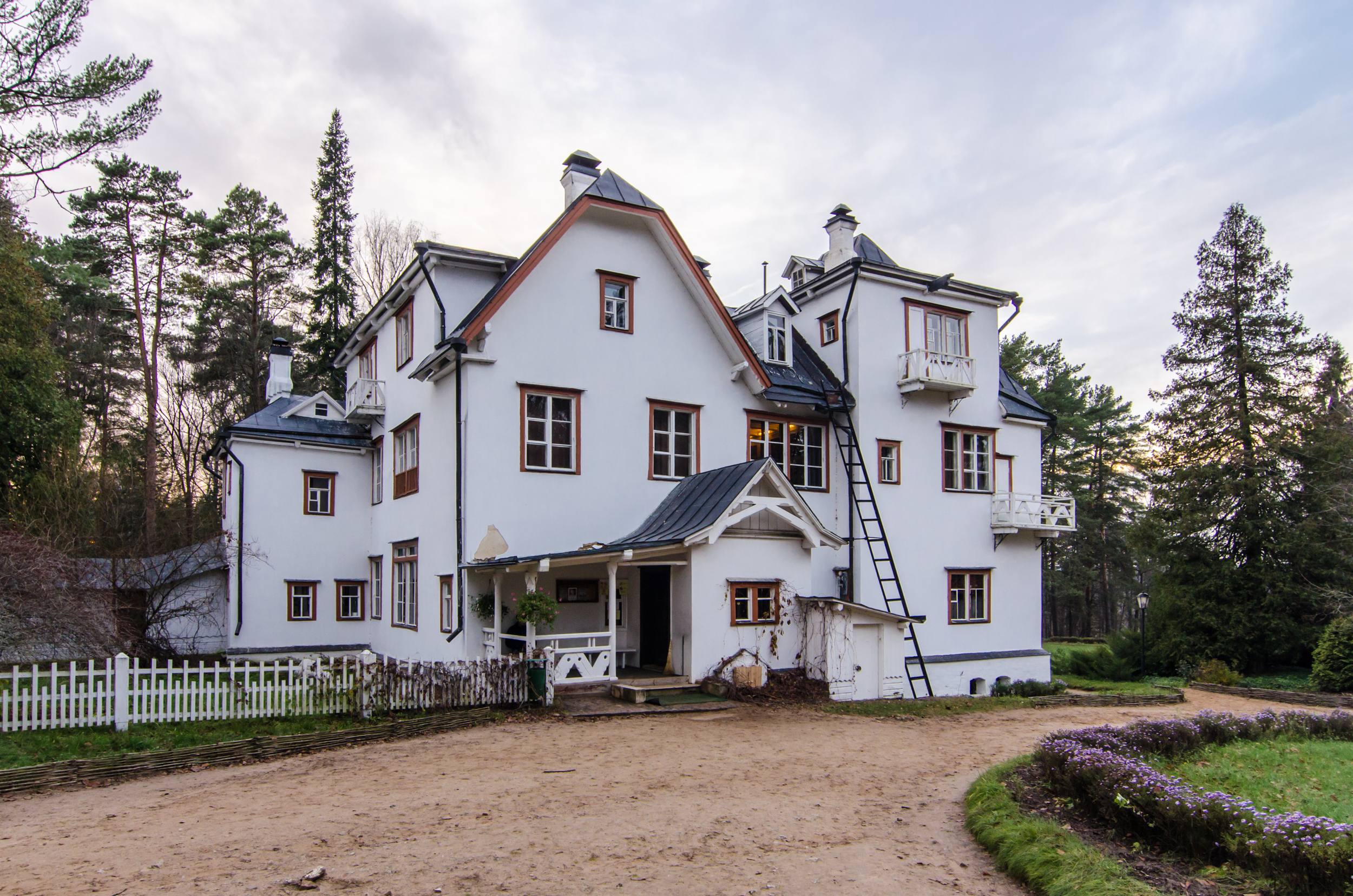
Музей-заповедник В. Д. Поленова
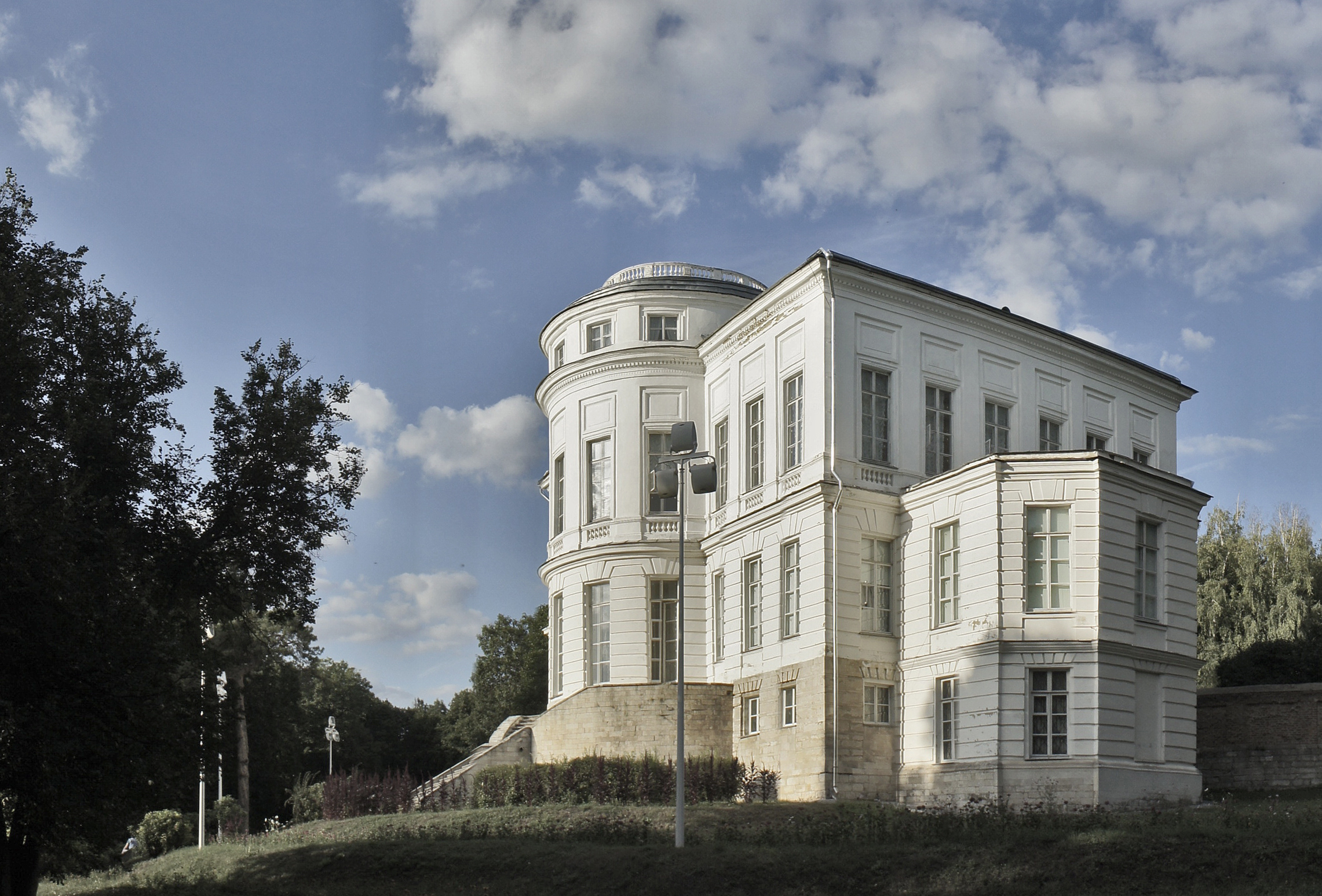
Богородицкий дворец-музей
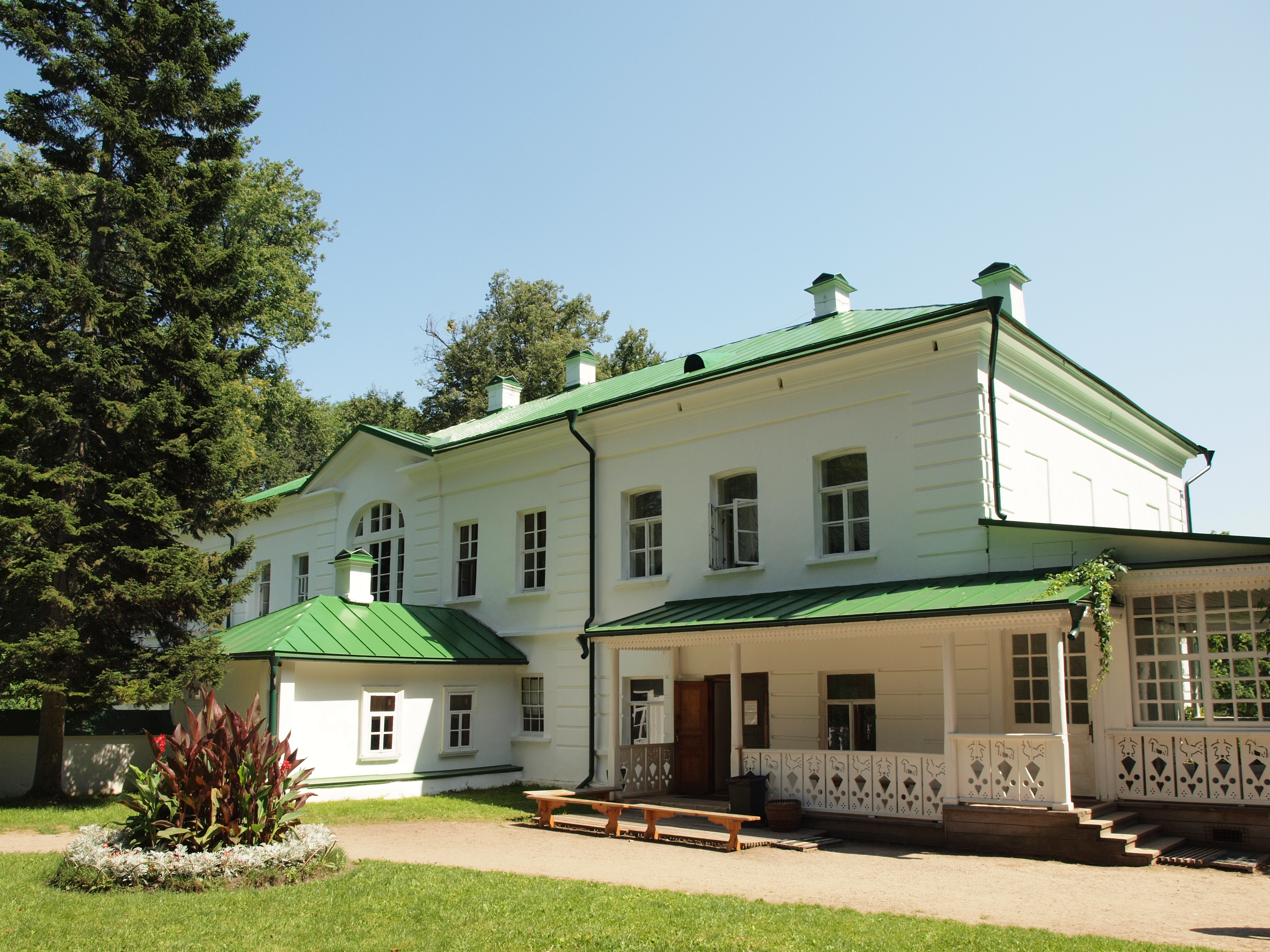
Музей-усадьба «Ясная Поляна»

### Событийный туризм
Одной из особенностей Тульской области являются распространенные по всему региону мероприятия событийного туризма, которые представлены преимущественно в форме фестивалей и ярмарок. Можно выделить, такие направления фестивалей как традиционные, театральные, исторические, литературно-песенные и гастрономические. Под традиционным направлением понимаются культурные мероприятия проводимые только на конкретной территории, целью которых является приобщение участников к характерным для данной территории культурным традициям. К ним относятся военно-исторический фестиваль «Поле Куликово», фестиваль игрушечных и гончарных промыслов «Сказки Деда Филимона» в Одоеве и фестиваль Крапивы в Крапивне. Среди гастрономических мероприятий выделяется ярмарка меда в Епифани и День пряника в Туле. В театральном направлении наиболее заметными являются международный фестиваль уличных театров «Театральный дворик» и театрализованный фестиваль под открытым небом «Толстой» в Ясной Поляне.

### Сельский туризм

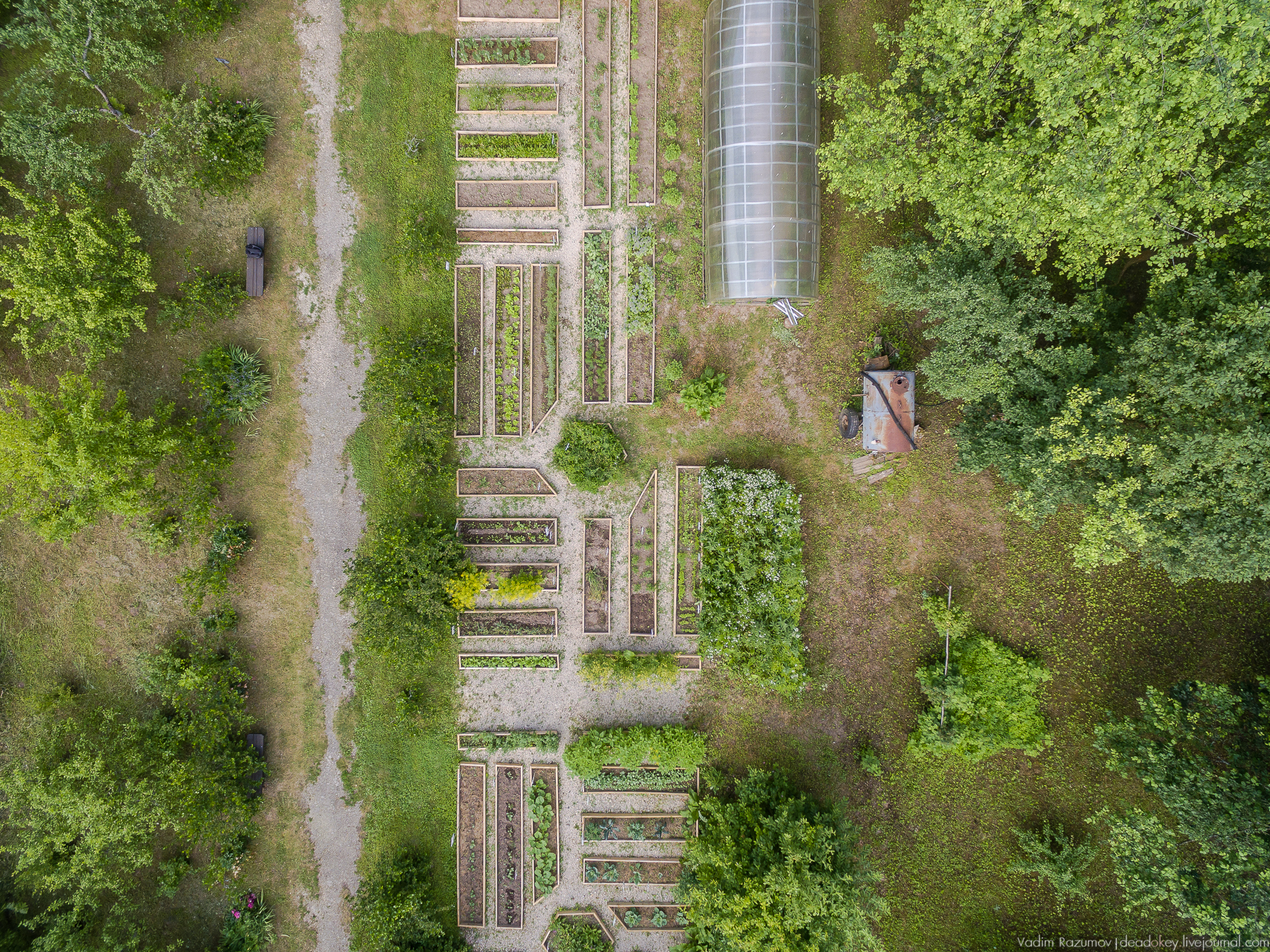
Болотовские огороды в усадьбе Дворяниново

Сельский туризм подразумевает возможность принять участие в сельскохозяйственных работах, пообщаться с животными, отведать экологически чистые продукты от местных фермеров. В Тульской области работает около 15 объектов сельского туризма, большая часть которых располагается на территории Ясногорского и Заокского района, граничащих с Московской областью. Многие объекты ведут деятельность в форме крестьянско-фермерских хозяйств. Данное направление в регионе представлено фермерским кооперативом «Марк и Лев» в Заокском районе, фермерским хозяйством «Лукино» в Алексинском районе и усадьбой северного виноградства «Kulakovo» в Дубенском районе. Экопарк «Ясно Поле» в Ясногорском районе сочетает курортный комплекс и экологическое агропредприятие замкнутого типа. Концепция экопарка предполагает развитие по следующим направлениям: агротуризм и органическое земледелие, активный отдых, здоровое питание, внедрение передовых технологий зелёной архитектуры и строительства, экологическое просвещение туристов.
В Тульской области в трёх фермерских хозяйствах занимаются разведением страусов. Самое большое поголовье — в деревне Стукалово городского округа Тула, где расположена экоферма «Родная деревня». Здесь работает зоопарк, проводятся экскурсии и дегустации блюд из страусиного мяса и яиц. Парк птиц и зверей «Епифаново подворье» в Кимовском районе — это фермерское хозяйство, имеющее разрешение на содержание и разведение зоопарковых животных. На территории зоопарка можно встретить лам, пони, рысей, страусов, фазанов и камерунских козлов. В Заокском районе в деревне Велегож расположилась конная дача с одноимённым названием, где организуются верховые прогулки и комбинированные конные маршруты.
Музей-усадьба учёного-агронома А. Т. Болотова «Дворяниново» в Заокском районе с 2007 года проводит выставку под открытым небом «Русский огород XVIII века». Там были возрождены такие культуры, как пимпинель, овсяный корень, скорцонера, цикорий Борода Капуцина, портулак, артишок, рапунцель. Турбаза «Лесные поляны», которая находится в лесной зоне в деревне Митино, предлагает гостям поучаствовать в сборе малины, земляники, луговой клубники и грибов.
В 2021 году в Тульской области принят закон для реализации проектов по развитию сельского туризма в регионе. Данное направление будут поддерживать с помощью грантов, финансируемых средствами федерального бюджета.

### Промышленный туризм

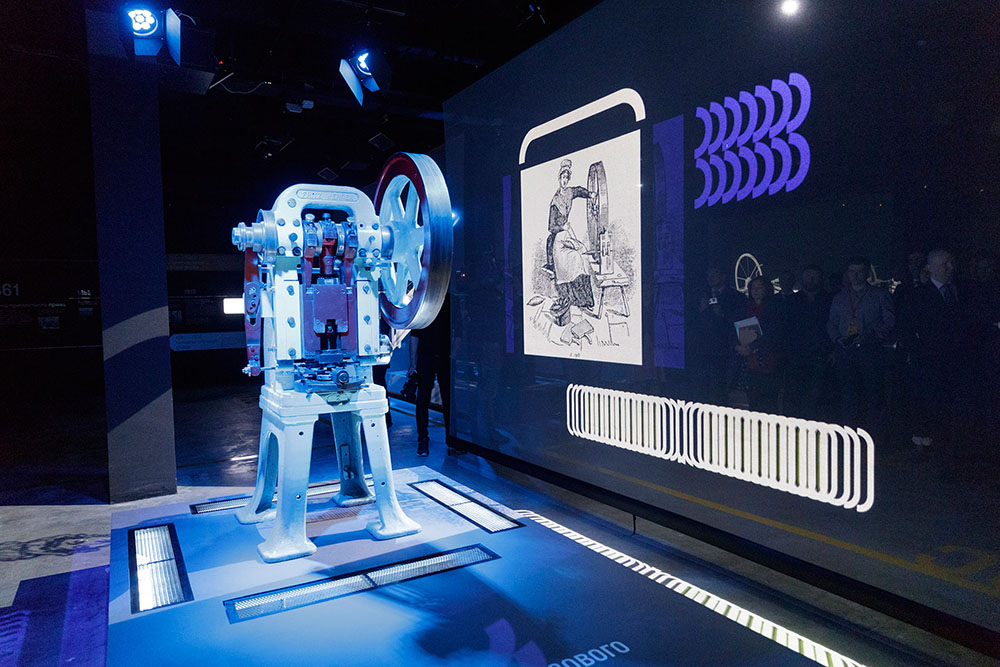
Музей станка в Туле

Сфера промышленности в Тульской области занимает значительную часть жизни региона и является приоритетной. В настоящее время на территории Тульской области действует более 120 предприятий, относящихся к различным сферам промышленности. Значительная часть предприятий региона, относящихся к оборонно-промышленной отрасли, не имеют право проводить экскурсии на территории своих производств, поэтому они ограничиваются демонстрацией музейных экспозиций (Тульский машиностроительный завод и Тулаточмаш). Промышленный туризм региона в основном сосредоточен на посещение объектов и предприятий пищевой промышленности с включением в программу интерактивных экскурсий, мастер-классов и дегустаций, что сближает его с гастрономическим туризмом. Единственным промышленным предприятием, организующим экскурсии, является кирпичный завод «БРАЕР», где можно увидеть полный цикл изготовления кирпича — от добычи глины до выпуска готовой продукции.
Тульский молочный комбинат проводит экскурсии-дегустации «Сырный день» группой от 15 до 40 человек. Предприятие «Старые традиции» в Белёве имеет и свой музей, и организует экскурсии на предприятие, где посетители могут ознакомиться с технологией производства белёвской пастилы. В рамках экскурсии на тульскую кондитерскую фабрику «Ясная Поляна» рассказывается о всех этапах приготовления пряников, начиная от приготовления теста, и заканчивая его выпечкой. Пивоваренная компания «Балтика — Тула» проводит экскурсию по специальной пешеходной галерее, где демонстрируют процесс пивовварению и знакомят с технологиями и способами производства пива. Компания «Тульская Гармонь» также проводит экскурсии на предприятии, где знакомит со всем циклом производства тульских баянов и аккордеонов.
Значительная часть производств сотрудничает с образовательными учреждениями края в рамках профориентационной работы, девять предприятий, по данным Регионального центра содействия трудоустройству, делают это на постоянной основе и организуют посещение производств с другими целями. Ряд таких крупных производств, как НАК «Азот», Тульский кирпичный завод, «Проктер энд Гэмбл—Новомосковск», «Полипласт Новомосковск», «Оргсинтез», предприятия компании «ЕвроХим», «Кнауф Гипс Новомосковск», проводят экскурсии в рамках мероприятий общественного экологического контроля.
В 2018 году в тульском творческом индустриальном кластере «Октава» был открыт музей станка — первый в России мультимедийный интерактивный музей машин, который посвящён становлению промышленности в России, в том числе на примере Тульской области. В музее экспонаты рассказывают сами о себе со световыми и звуковыми инсталляциями, цветом и инфографикой. Основу экспозиции составляют восемь станков: от старинного пресса конца XIX века для патронно-гильзового производства и прядильной машины «Прялка Дженни» — символа промышленной революции до более современных, которые были перевезены с предприятий Москвы, Владимира, Твери, Саранска, Рыбинска и Тулы. Среди экспонатов, также повлиявших на ход технического прогресса — первая паровая машина, паровой «Царь-молот», конвейерная линия Генри Форда и другие макеты.
Осенью 2021 года Тульская область вошла в акселерационную программу по Промышленному туризму, организованную Агентством стратегических инициатив. От региона приняли участие такие предприятия как Тульский машиностроительный завод, фабрика музыкальных инструментов «Тульская гармонь», автомобильный завод «Хавейл Мотор Мануфэкчуринг Рус», пивоваренная компания «Балтика — Тула», кондитерская фабрика «Медовые традиции», дом моды «Аристократия», производственное предприятия «ЕВРАЗ Ванадий Тула» и другие. Целями программы являются формирование положительного имиджа промышленных предприятий и увеличение количества экскурсионных программ по промышленному туризму, доступных для посещения.

### Литературный туризм

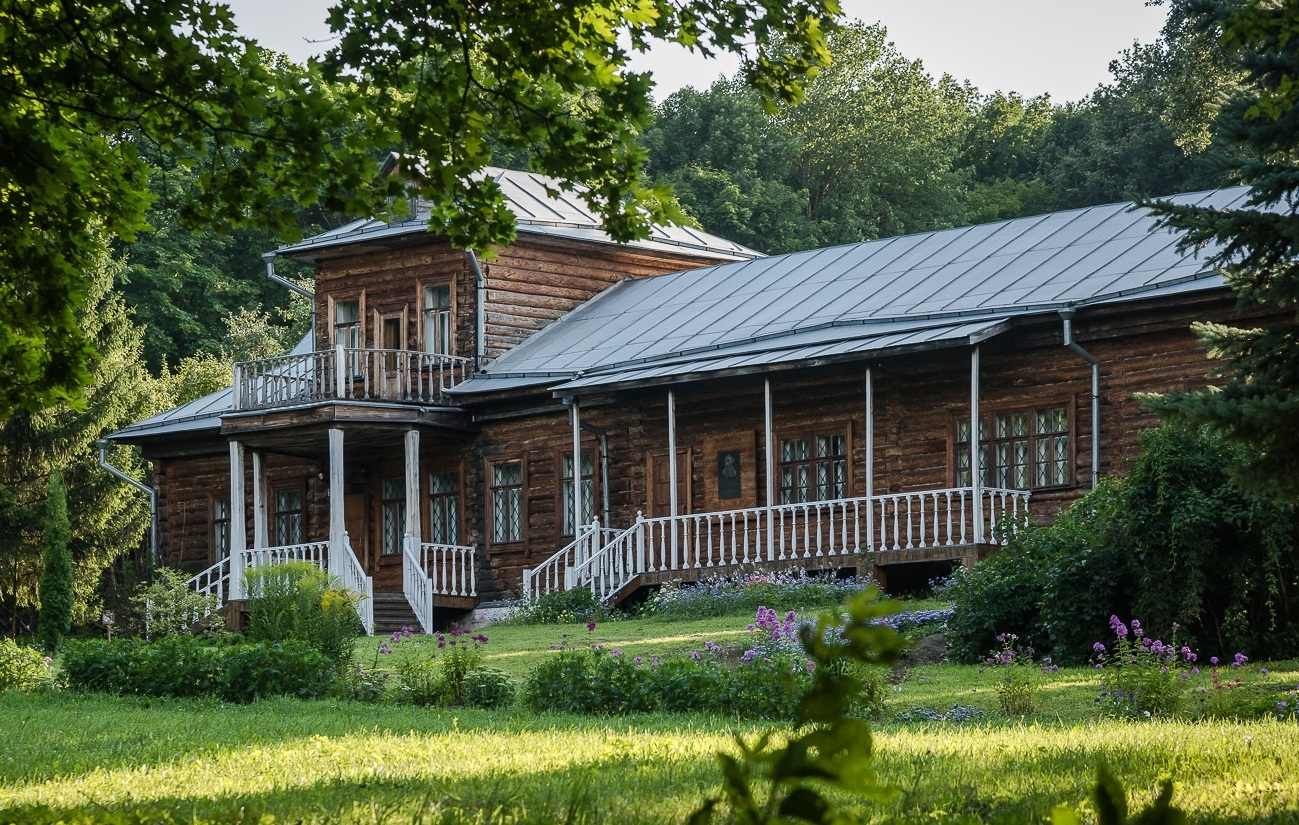
Усадьба Никольское-Вяземское

Главная роль в направлении литературного туризма в Тульской области принадлежит ключевым местам жизни и творчества Льва Николаевича Толстого: музей-усадьба «Ясная Поляна», Никольская церковь и семейное кладбище в Кочаках, железнодорожная станция «Козлова засека», историко-культурный комплекс на железнодорожной станции Щёкино (Ясенки), имение Толстых в селе Малое Пирогово (ныне Пирогово 2-е) и родовая усадьба Толстых «Никольское-Вяземское» и культурно-выставочный комплекс «Л. Н. Т.» в Туле. В 2021 году в «Л.Н.Т.» открылась мини-гостиница «Шерер», где каждый из номеров отеля носит имя одного из персонажей романов «Война и мир» и «Анна Каренина» и имеет индивидуальный дизайн, вдохновленный характерами толстовских героев. Частью интерьеров являются иллюстрации к романам, а также кадры из фильмов по произведениям Толстого.
В Туле находится литературный дом-музей В. В. Вересаева, который посвящен жизни и творчеству Викентия Викентьевича Вересаева — писателя, литературного критика и пушкиниста. При музее открыта литературная гостиная, где проводятся литературные и музыкальные вечера, встречи с современными тульскими писателями, и действует областное музейно-литературное объединение «Муза». В километре от него, на улице Тургеневской находится родительский дом писателя Глеба Иванович Успенского, где прошли его детские годы. В здании Тульского коммунально-строительного колледжа на проспекте Ленина рядом с Пушкинским сквером, где в XIX веке находилась Тульская казенная палата, работал русский писатель-сатирик Михаил Евграфович Салтыков-Щедрин.
На территории Чернского района расположена родовая усадьба Тургеневых, где часто бывал и жил писатель Иван Сергеевич Тургенев. В настоящее время в деревне Красное Тургенево сохранился усадебный комплекс, включающий парк начала XIX века, каменную церковь во имя Введения во храм Пресвятой Богородицы, здание бывшей бумажной фабрики (зимнего флигеля), а также каретный сарай, домик дворовых, подвалы. В зимнем флигеле жил Иван Тургенев, когда приехал в родовое имение летом 1850 года. Здесь им были написаны рассказы «Певцы» и «Свидание», и начат рассказ «Бежин луг». С 1983 года на Бежином луге проходит ежегодный литературно-песенный праздник «Песни Бежина луга».
В городе Ефремове на юге области находится мемориальный дом-музей, где собиралась вся семья писателя лауреата Нобелевской премии Ивана Алексеевича Бунина, и куда он сам периодически приезжал в начале XX века. Экспозиция музея повествует о связях семьи Бунина с Ефремовым и о ефремовских мотивах в творчестве писателя.
Василий Андреевич Жуковский родился в селе Мишенское, расположенном на юго-западе Тульской области. Здесь поэт провел детство и юность и неоднократно возвращался сюда в течение всей последующей жизни. Семейная усадьба в Мишенском была разрушена в годы Великой Отечественной войны, а в 1960-е годы на её месте был построен сельский клуб, ставший в 2018 году «Культурно-просветительским центром им. В. А. Жуковского».

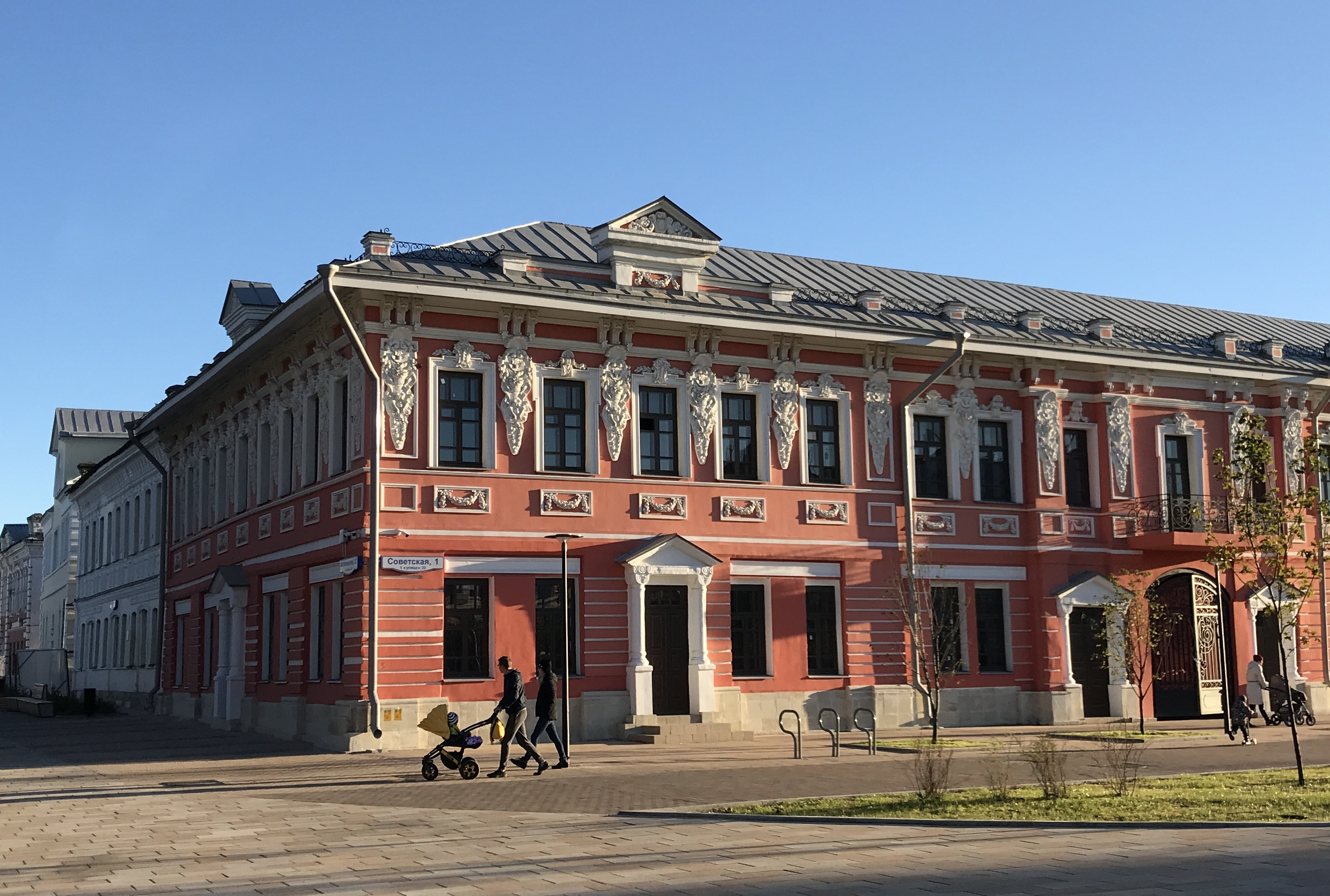
Культурно-выставочный комплекс «Л. Н. Т.»
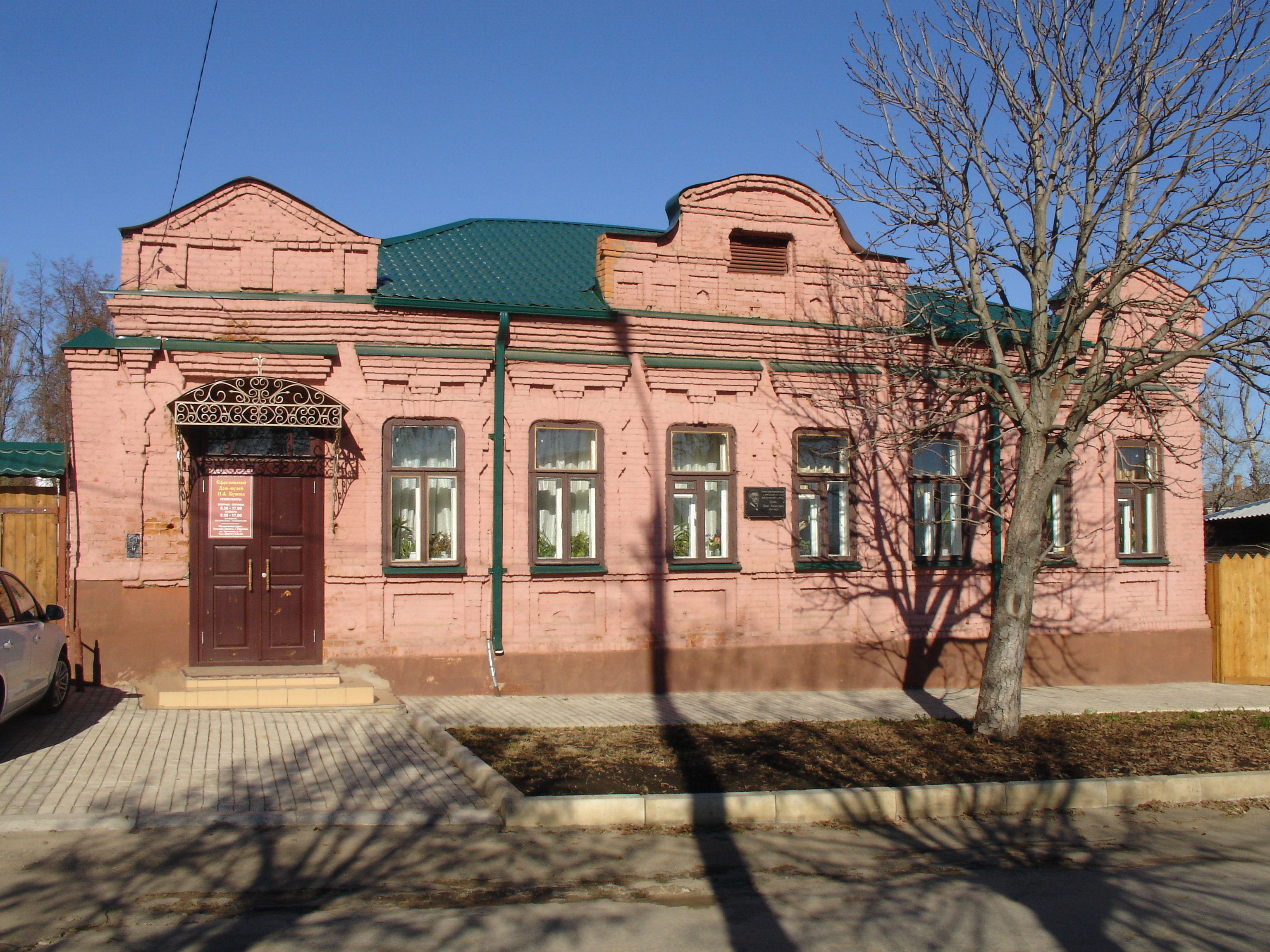
Дом-музей И. А. Бунина
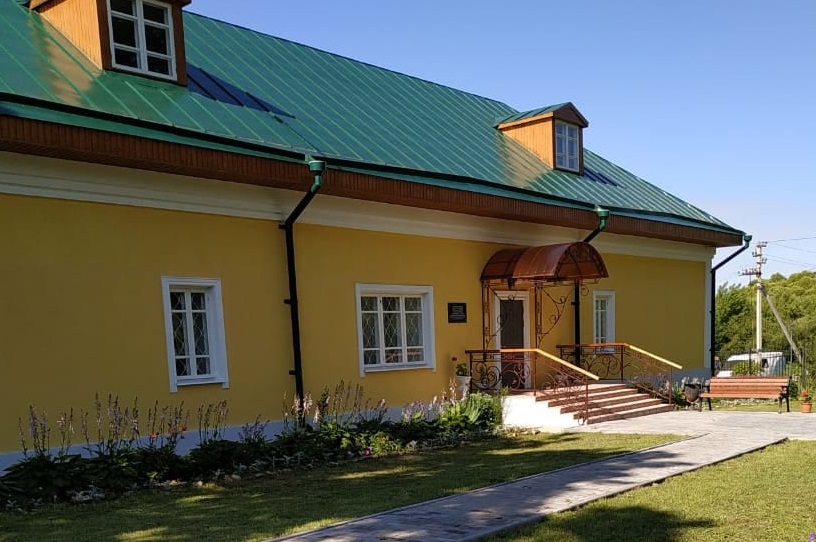
Родовая усадьба Тургеневых

### Лечебно-оздоровительный туризм
Наряду с большим количеством туристско-экскурсионных объектов и достопримечательностей, Тульская область известна своими санаторно-курортными и оздоровительными учреждениями. Для лечения, оздоровления и отдыха населения свои услуги предоставляют 42 санаторно-курортные организации, среди которых 7 санаториев, 2 дома отдыха, 2 пансионата, база отдыха и детский оздоровительный лагерь. В санаторно-курортном объединении «Тулакурорт» входит 5 здравниц с общим коечным фондом 1082 койки. На курортах ежегодно лечатся около 20 тысяч больных, преимущественно с заболеваниями пищевого тракта, органов движения, периферической нервной системы.
Природные курортные ресурсы представлены главным образом минеральными водами и лечебными торфами. Основными лечебными факторами являются месторождения сульфатных кальциевых, сульфатно-кальциево-магниевых, гидрокарбонатно-сульфатных натриевых, хлоридно-сульфатно-кальциево-натриевых вод (минерализация 2,5 — 7, 1 г/л) и пресноводного торфа, пригодного для грязелечения, выявленные в районе курорта «Краинка». Санаторное лечение носит комплексный характер и включает в себя внутреннее и наружное применение четырёх типов минеральной воды «Краинская», грязелечение, физиотерапию, климатотерапию, лечебное питание, лечебную физкультуру и т. д..
Для людей с ограниченными физическими возможностями в регионе проводится организация отдыха и оздоровления в профильных лагерях. Популярностью пользуется палаточный лагерь «Мыс доброй надежды», где формируется положительный опыт общения здоровых детей и детей-инвалидов, и специализированный лагерь «Лицом к миру» по типу «Мать и дитя» для детей, страдающих аутизмом, который в течение 8 лет работает на базе санатория-курорта «Велегож» в Заокском районе.

### Религиозный туризм

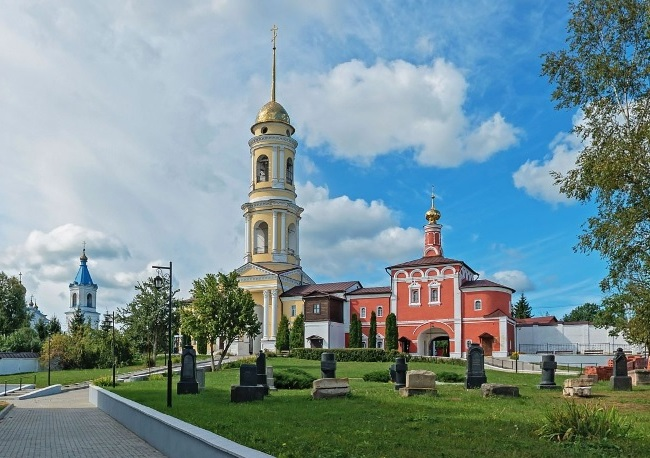
Белёвский Спасо-Преображенский монастырь

На территории Тульской области находится десять действующих монастырей. Одним из наиболее популярных является Свято-Казанский женский монастырь в селе Колюпаново Алексинского района. В монастыре почитается блаженная старица Евфросиния, фрейлина императрицы Екатерины II. В 500 м севернее села в лесу находится святой источник с двумя купелями. Среди почитаемых святынь — мощи старицы Евфросинии на месте её захоронения в 1855 году в храме Казанской иконы Божией Матери.
Введенский Макарьевский Жабынский монастырь был основан старцем Онуфрием в 1585 году при царе Фёдоре Иоанновиче. В конце XVI — начале XVII века обитель регулярно разорялась от набегов крымских татар и литовцев. Восстановлением монастыря занялся священно-инок Макарием, который стал именоваться «преподобным отцом Макарием Белёвским Чудотворцем». После смерти Макария его мощи хранятся в монастырской обители, а пустынь добавила к своему названию имя «Макарьевская». На территории монастыря находится святой источник и купальня, который согласно монастырскому преданию появился в 1615 году по молитве преподобного Макария.
Другими почитаемыми обителями являются Богородичный Щегловский монастырь в Туле, Венев-Никольский монастырь в Венёвском районе, Спасо-Преображенский и Крестовоздвиженский монастыри в Белёве, Богородице-Рождественский Анастасов монастырь в Одоевском районе, Казанский монастырь в Богородицком районе и Успенский монастырь в Новомосковске.
В конце XIX — начале XX века было известно 11 святых родников и источников Тульской губернии. На сегодняшний день действуют только несколько из них, большинство из которых находятся в Алексинском и Белёвском районах. Одним из них расположен в посёлке Егнышевка и носит имя целителя Пантелеймона. Результаты химических анализов воды показали, что она относится к минеральным лечебно-столовым XVII группы и может быть использована при лечении болезней органов пищеварения, эндокринной системы, нарушения обмена веществ и болезней мочеполовой системы. Ещё один популярный источник находится в Венёвском районе и называется «Двенадцать ключей». По легенде, когда в битве с Мамаем погибли 12 братьев, отец похоронил их под дубом, а наутро из-под горы забили 12 ключей-родников.
Село Себино Кимовского района является малой родиной святой Матроны Московской. Здесь она родилась в 1881 году и в юном возрасте принимала паломников в сельском доме родителей. В Себино до конца своих дней жили родители Матроны, могилы которых не сохранились. Также не сохранился дом, в котором родилась Матрона, но на месте, где он располагался, установлен памятный камень. В 2014 году в селе открылся музей Матроны Московской, в котором собраны более ста экспонатов, воссоздающих крестьянский быт того времени. В сельской Успенской церкви хранится икона с частицей мощей святой Матроны, подаренная святейшим патриархом Алексием II, а также частица её гроба. За алтарной частью находится могила отца Василия, который крестил будущую святую. В Себино установлены два памятника Матроне, оборудованы купели в источнике и открыт паломнический центр.
На территории Богородичного Щегловского монастыря действует Тульский епархиальный паломнический центр, который активно развивает паломничество по святым местам региона. В 2004 году был благоустроен источник в честь Казанской иконы Божией Матери и построена купальня. В настоящее время монастырь принимает паломников, которые могут разместиться в бывшей сторожке, превращенной в гостевой дом.

### Экологический туризм

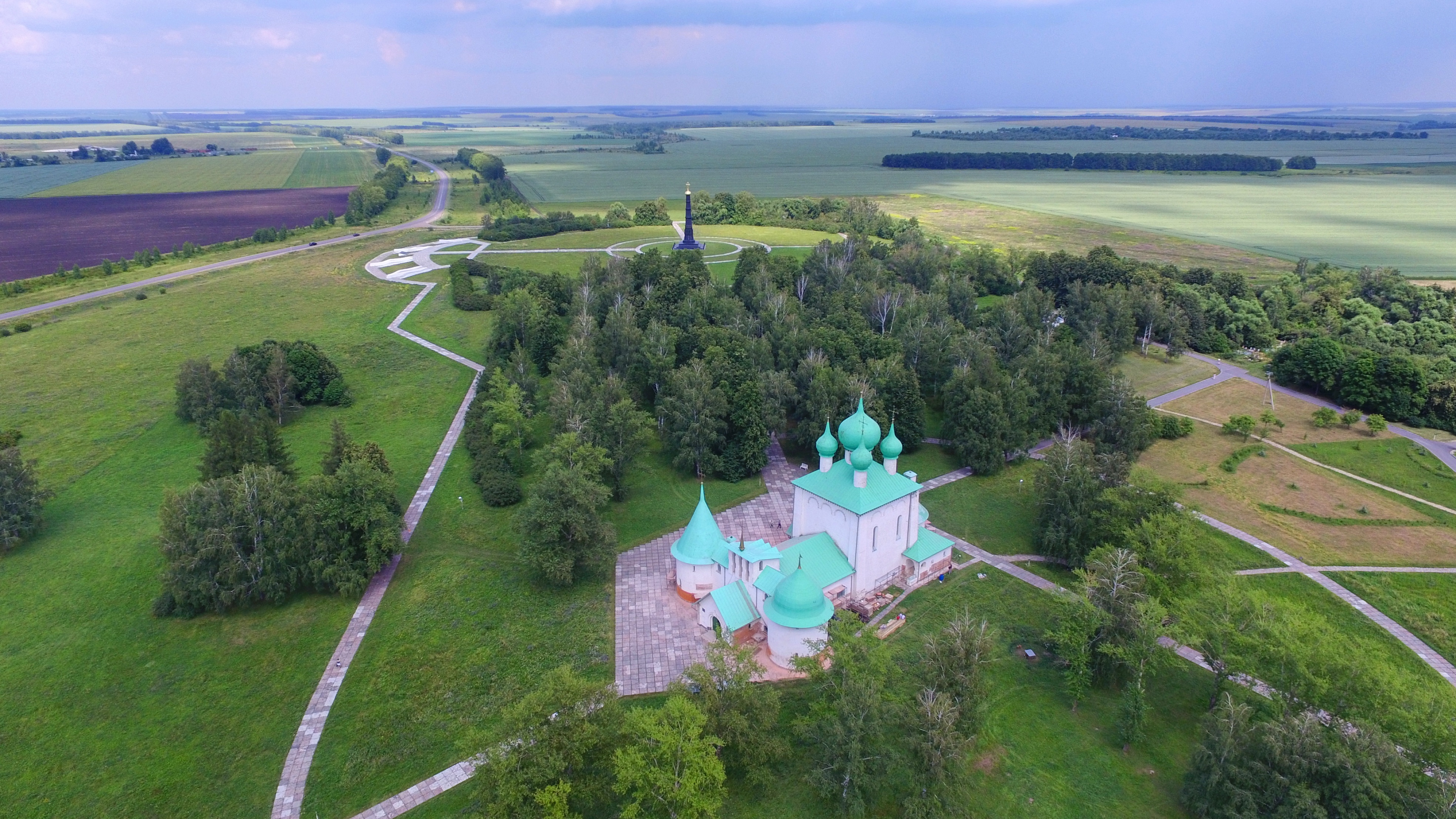
Музей-заповедник «Куликово поле»

На территории Тульской области имеется 66 объектов особо охраняемых природных территорий. Значимые природные ландшафты находятся на территории музея-заповедника «Куликово поле», музея-заповедника В. Д. Поленова, музея-усадьбы Л. Н. Толстого «Ясная Поляна», исторический парк им. А. Т. Болотова в усадьбы Бобринских в Богородицке и историко-культурный и природный музей-заповедник И. С. Тургенева «Бежин луг» в Чернском районе.
В Венёвском районе расположена крупная сеть подземных пещер — Гурьевские каменоломни (Бяковские пещеры), общая протяженность пещерных ходов в которых составояет более 80 км. В ходах имеются залы, карстовые разломы протяженностью 10-15 метров и затопленные участки. Небольшая пещера «Лисьи норы» входит в состав Гурьевских каменоломен. Своё название пещера получила в связи с тем, что там можно найти лежанки лисиц. Так же в пещере обитает много летучих мышей. Гремячевские пещеры у деревни Тетяковка городского округа Новомосковск, известные также как Араповский пещерный монастырь, вырыты в песчаном грунте склона реки Тетяковка в 1840-х годах для монашеских богослужений. Пещеры имеют длину более 250 м, ширину около 1,5 м, а высоту — примерно 3 м, и состоят из геометрически правильных прямых ходов, по бокам размещены ниши, впадины, кельи, вдоль стен вкопаны скамьи.
Наиболее живописными ландшафтами являются долины рек: это верховья Дона с его притоками Непрядва и Красивая Меча и верховья Оки с притоками (Упа, Осётр, Зуша). Река Красивая Меча берет исток в Тёпло-Огаревском районе и протекает по территории Воловского и Каменского района и муниципального округа Ефремов. Ширина реки 50-100 м в среднем течении, глубина порядка 1-3 м. Река имеет извилистое течение и перекаты, в связи с чем некоторые участки пригодны для сплава. На реке также возможна круглогодичная рыбалка. Основными достопримечательностями вдоль течения реки являются Конь-камень в районе села Козье и разрушенное Ишутинское водохранилище с древним городищем на берегу.
В Щёкинском, Суворовском, Одоевском, Белёвском, Дубенском, Арсеньевском районах можно наблюдать сохранившиеся леса Тульских засек, которые представлятю собой огромный массив лесов на северных границах лесостепной зоны. Название «засеки» возникло в XVI столетии, когда это были против монголо-татарской конницы оборонительные линии в виде срубленных деревьев. Памятник природы Алексин-Бор представляет собой большой реликтовый сосновый бор площадью 408 га, расположенный на правобережье Оки, в северо-западном направлении от Алексина. Основной массив бора (80 %) представлен высокими (до 40 метров) соснами естественного происхождения возрастом от 120 до 140 лет. На его территории располагаются многочисленные оздоровительные учреждения, детские лагеря, пансионаты и туристические базы. В Щёкинском районе расположен Дендрарий Крапивенского лесхоза-техникума — памятник природы ботанического профиля, имеющий научное и учебно-просветительское значение. Для экотуристов дендрарий привлекателен своей обширной коллекцией, насчитывающей 540 видов, разновидностей и форм древесных растений.
Природноантропогенный комплекс Романцевские горы (Кондуки) создан в начале 2019 года на месте Ушаковского угольного разреза в Узловском районе. Необычный вид придают ей рельефные терриконы, являющиеся визитной карточкой комплекса. Террикон представляет собой конусообразную насыпь пустых пород на поверхности земли возле мест разработки месторождений ископаемых. Схожие ландшафты имеют Суворовские карьеры, расположенные к югу от города Суворова, появившееся в результате промышленной деятельности по добыче огнеупорной глины.

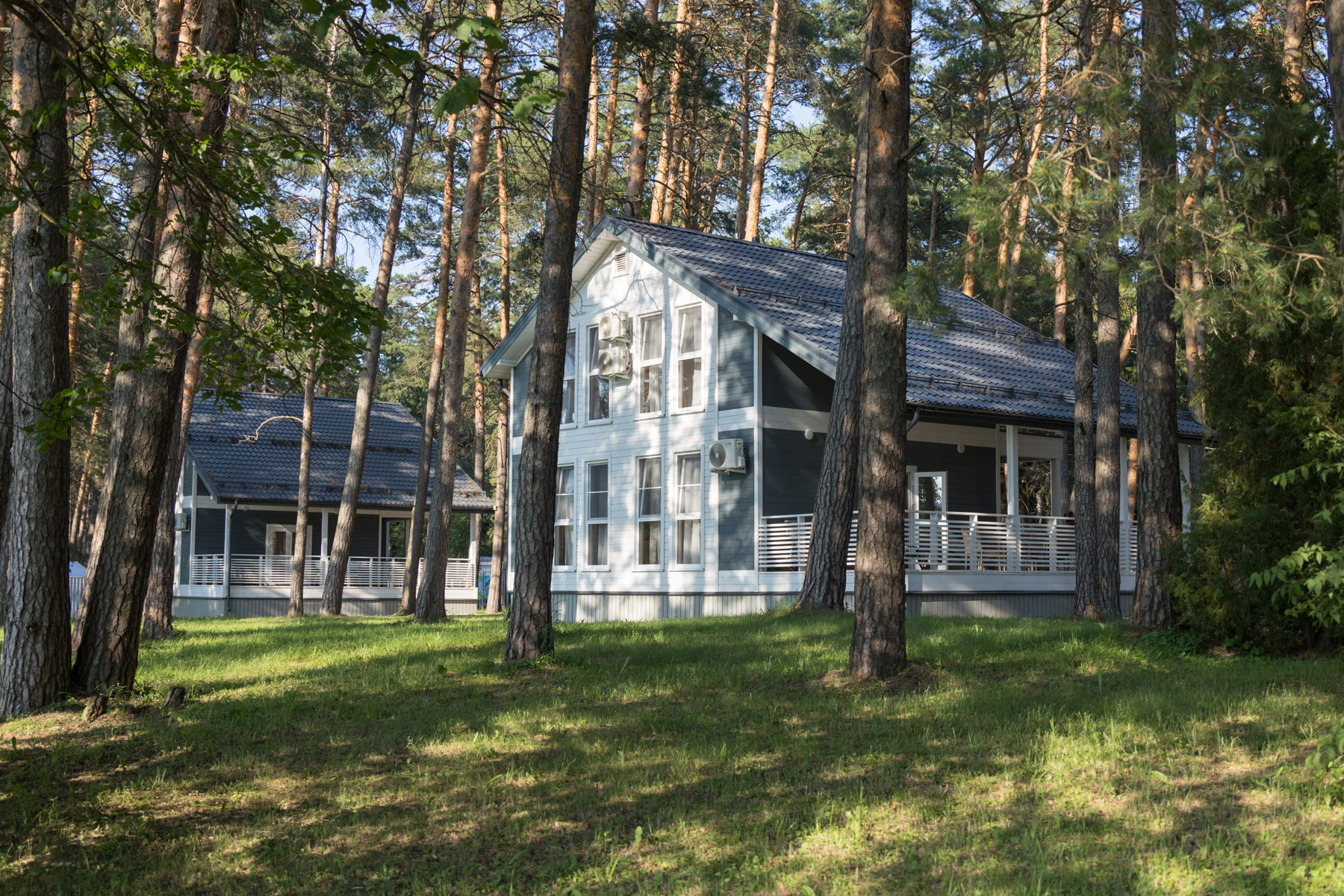
База отдыха в Алексин-Бору
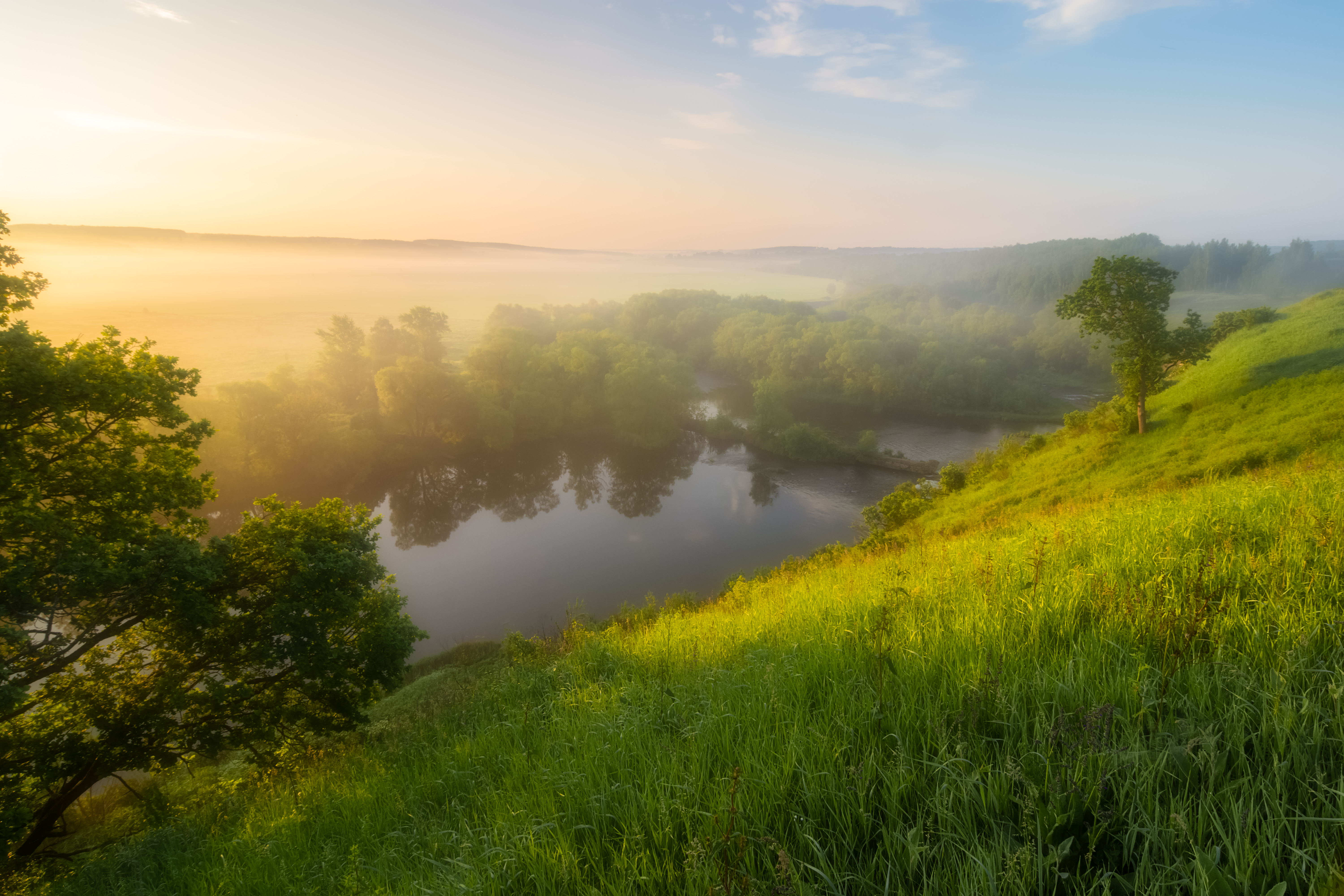
Рассвет на Красивой Мече
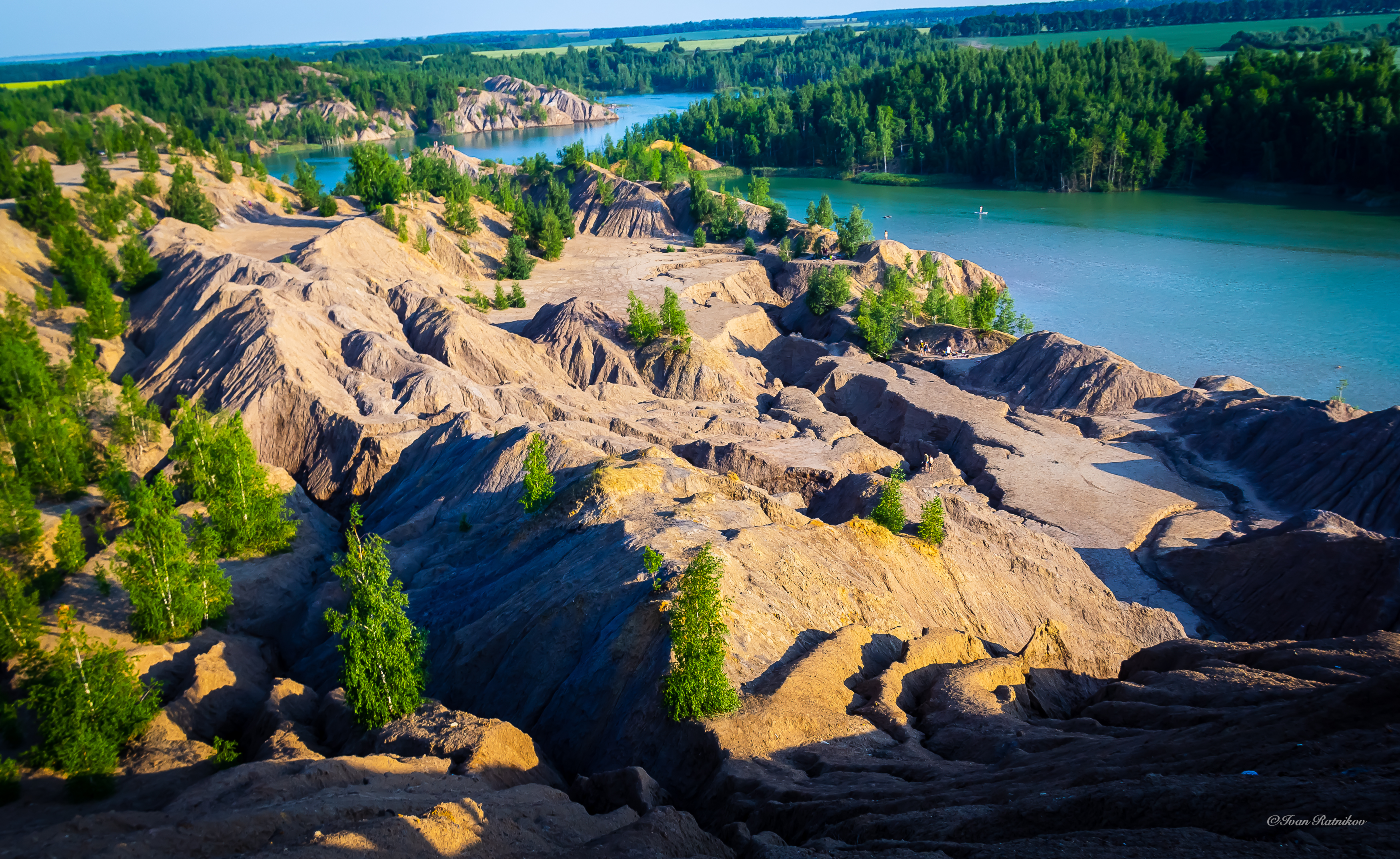
Романцевские горы

### Гастрономический туризм
В Тульской области ряд событийных мероприятий связан с гастрономическим туризмом. Фестиваль народного творчества «Венёвские баранки» в Венёве направлен на сохранение и популяризацию нематериального культурного наследия региона, возрождение традиционного хлебопекарного промысла, продвижение гастрономического бренда булочки «Венёвки». В селе Крапивна проводится международный фестиваль Крапивы. В основе фестиваля лежат именно местные фольклорные традиции и ремесла. Гости фестиваля имеют возможность попробовать угощения из крапивы, среди которых наиболее популярны пирожки с крапивой. Каждый август в городе Белёве проходит гастрономический фестиваль «Яблочное чудо», в рамках которого организуется выставка-продажа яблок и продукции на их основе, дегустация пастилы разных производителей, а также образовательная программа для садоводов, мастер-классы, игры и конкурсы. Каждый август в Туле проводится межрегиональный гастрономический фестиваль «День пряника». Производители пряников и мастера-кондитеры знакомят посетителей с особенностями их изготовления, народными традициями, обычаями и обрядами, связанными с их употреблением.
С 2021 года в Тульской области проводится историко-гастрономический фестиваль «Лёвшинский обед». Сет-меню ориентируется на книгу «Русская поварня» тульского учёного-энциклопедиста Василия Лёвшина, одного из основоположников кулинарной литературы в России. Шеф-повара ресторанов Тулы и области переосмысляют рецепты и создают блюда в современном ключе с сохранением исторической основы.
Музей-усадьба Льва Толстого «Ясная Поляна» предлагает гостям гастрономическую экскурсию «Секрет усадебной кухни». В ходе экскурсии туристов знакомят с секретами русской усадебной кухни, воплотившейся в кулинарных традициях семьи Толстых, комнатой Софьи Андреевны Толстой, и мемориальной кухней, главной составляющей которой является отреставрированная в 90-е годы XX века большая чугунная плита. По завершении экскурсии проводится дегустация усадебного мёда, варенья, травяного чая и анковского пирога, без которого не обходился ни один праздничный стол в усадьбе. Продолжая традиции Толстого и его семьи в ресторане, неподалёку от Ясной Поляны, есть дегустационный сет по рецептам Софьи Андреевны Толстой. В него попали такие блюда, как язык «Ясенский», щи из кислой капусты, матлот из белой рыбы, «маседуан де фрюи» и ещё некоторые позиции.
В мае 2022 года был представлен путеводитель по лучшим гастрономическим местам Тулы и Тульской области, автором которого выступила журналистка и телеведущая Ника Ганич. Путеводитель «География на вкус. Тула» охватил рестораны, гастробистро и бары, агрофермы и загородные рестораны с аутентичной локальной кухней.

### Активный туризм
Помимо экскурсионных туров в Тульской области создана инфраструктура для проведения активного отдыха. В регионе функционируют три горнолыжных курорта: парк «Долина Х», комплекс Малахово с 14 лыжными трассами различных уровней сложности и общей протяженностью более 2 километров, и комплекс Форино, оборудованный подъемниками и осуществляющий прокат лыж, тюбинга и сноубордов. Водных виды спорта представлены сплавами на сапбордах и байдарках по рекам Вашане, Упе, Красивой Мече и Беспуте, а также обучение сёрфингу и вейк-бордингу на искусственной волне в селе Обидимо на территории Барсуковского карьера. Конные туры организует старейший в регионе Прилепский племенной конный завод, а также конные клубы «Грумант», «Ясная Поляна», «Макларен», «Триумф», «Капитан», конная дача «Велегож» и конный двор на Куликовом поле.

## Народные промыслы и бренды
В Тульской области насчитывается 44 народных промысла и ремесла, в которых работают более 1000 мастеров декоративно-прикладного творчества. Туристический интерес представляют наиболее известные из них — художественная отделка охотничьего оружия, самоварное и гармонное производства, изготовление тульских пряников, филимоновской и тульской городской игрушек, белёвской пастилы, белёвского кружево и венёвской баранки. Для популяризации народных промыслов и ремесел в регионе проводятся различные фестивали, среди которых фестиваль гончарного искусства и глиняной игрушки «Сказки деда Филимона», межрегиональный праздник «Песни Бежина луга», Епифанская ярмарка, международный фестиваль «Двенадцать ключей», фестиваль крапивы и другие.
Большая роль в популяризации народных традиций отводится краеведческим музеям области, где им посвящены целые экспозиции. В 2012 году в Туле был открыт музей декоративно-прикладного и народного искусства, который в настоящее время располагается на улице Металлистов в музейном квартале. В данном направлении также ведёт работу «Объединение центров развития искусства, народной культуры и туризма» в Туле, на базе которого функционирует ремесленный двор «Добродей», созданный в виде выставочных зон и слобод с мастерскими по обычаям древней Руси.

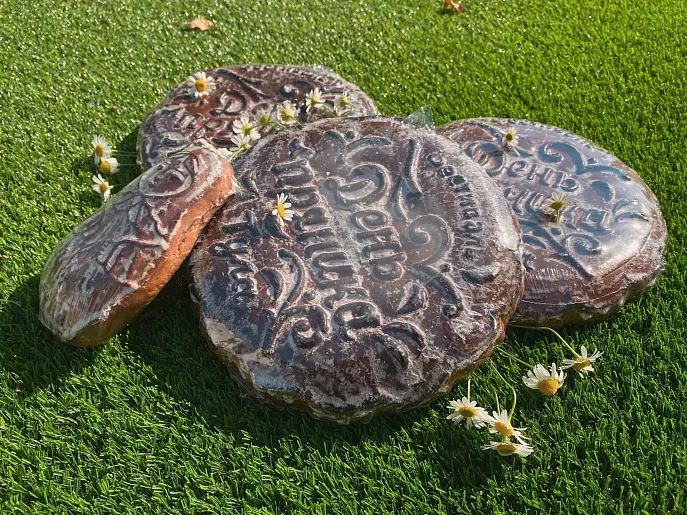
Тульские пряники
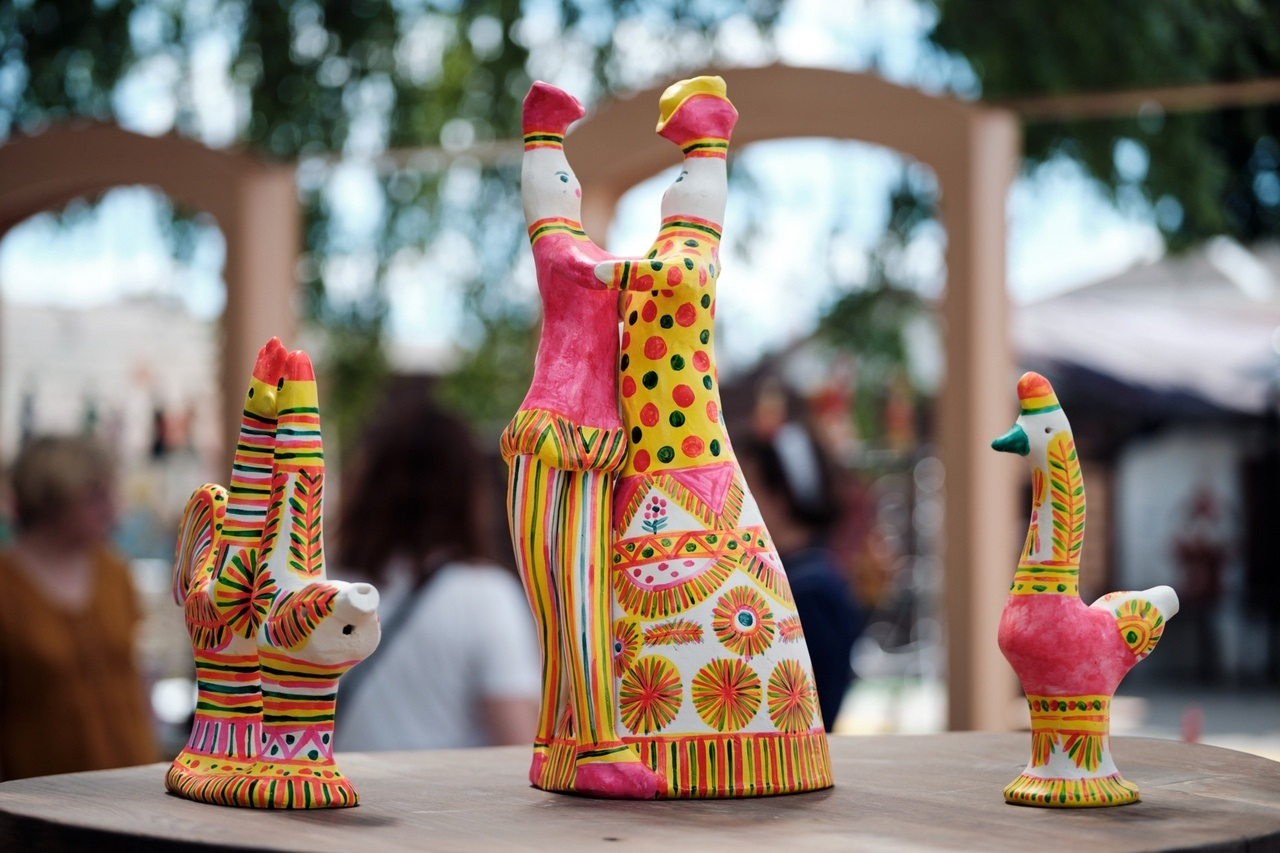
Филимоновская игрушка
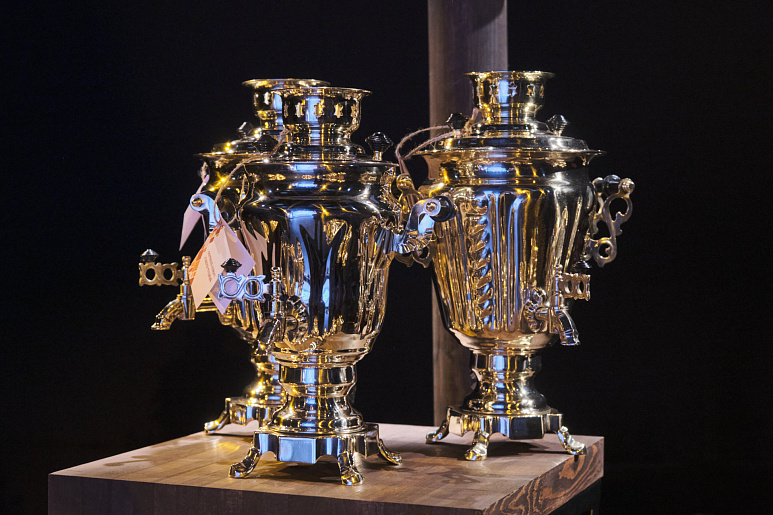
Тульские самовары

## Исторические поселения
К малым историческим поселениям Тульской области в настоящее время относят: Алексин, Белёв, Богородицк, Венёв, Епифань, Крапивна, Одоев, Плавск, Тула и Чекалин. Два из них — Крапивна и Белёв, являются историческими поселениями федерального значения.

## Продвижение и брендинг

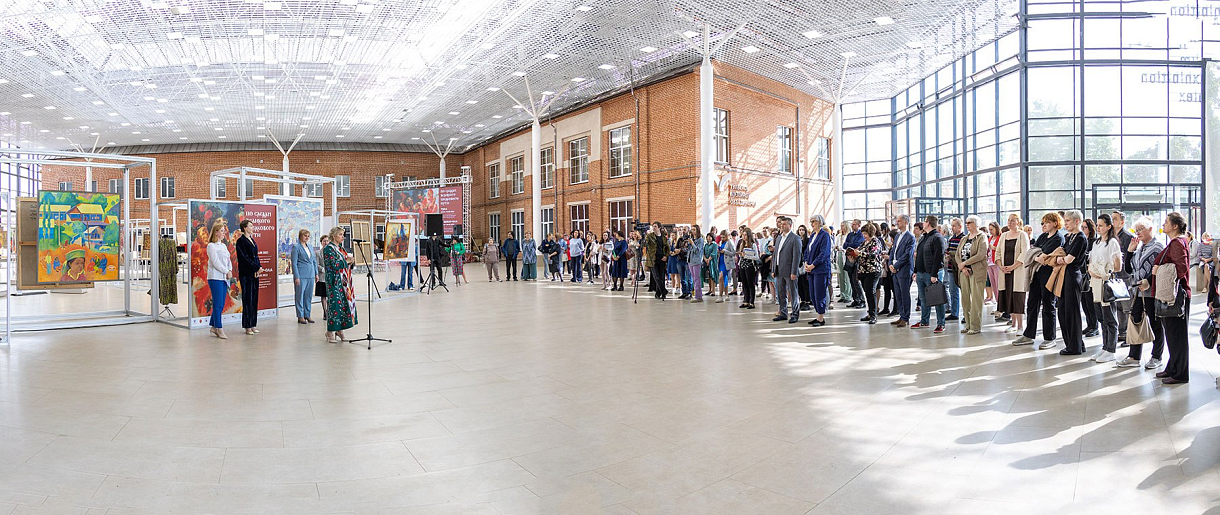
Презентация проекта «Музейное лето в Туле» в музейно-выставочном комплексе Тульского кремля (2023)

В целях поддержки субъектов туриндустрии и повышения качества оказываемых ими услуг разработаны и внедрены дополнительные профильные механизмы финансирования в виду субсидий для юридических лиц и индивидуальных предпринимателей, осуществляющих деятельность в сферах оказания услуг общественного питания и гостиничных услуг. В рамках развития инвестиционной привлекательности региона в Туле ежегодно проводится «Инвестиционный магазин», где презентуют зоны с инвестиционной и туристской привлекательностью для потенциального развития: участки под автокемпинги и глэмпинги, а также площадки в различных районах области для создания туристской инфраструктуры.
Для привлечения путешественников в регионе с 2017 году работает новый туристический сервис под названием «Карта гостя Тульской области». Обладателями карты могут стать только туристы, проживающие за пределами Тульской области. По карте можно получить скидки и бонусы от партнеров проекта — музеев, гостинец, ресторанов и кафе. Также ведётся работа по размещению информационных щитов, популяризирующих туристический потенциал Тульской области, в Москве, Московской и Калужской областях.
В конце 2019 года запущено мобильное приложение «Visit Tula». Оно знакомит пользователей с достопримечательностями Тульской области, рассказывает о предстоящих культурных, спортивных и других событиях в регионе. Здесь можно найти места расположения туристско-информационных центров, парковок, вокзалов, автостанций, гостиниц, кафе и ресторанов, пунктов проката, определить зоны Wi-Fi и многое другое. Также имеется возможность использовать аудиогиды, оставлять отзывы, выставлять оценки туристическим объектам и пользоваться чат-ботом на основе искусственного интеллекта. В мае 2021 года был разработан и выпущен digital-путеводитель по Тульской области «Travel Inspirator Tula», который в сентябре 2021 года был представлен в журнале о путешествиях — National Geographic Traveler. 28 мая 2021 года в музейном квартале Тулы был представлен совместный с писателем и создателем Мобильного художественного театра Михаилом Зыгарем комедийный аудиоспектакль с маршрутом по центральным улицам Тулы «Подслушано в городе Т», который включает в себя элементы дополненной реальности (через экран телефона зрители могут увидеть старый город).
29 июня 2021 года Тульская область вошла в состав национального проекта «Императорский маршрут», который посвящен культурному, духовному и историческому наследию Императорского Дома Романовых. В ноябре того же года регион стал куратором данного турпроекта на последующие два года, в рамках которых запланировано проведение фестивалей, концертов, спектаклей, лекций и семинаров. 3 июня 2021 года на XXIV Петербургском международном экономическом форуме подписано соглашение о вхождении Тульской области в Большое Золотое кольцо России.
2 декабря 2021 года в Мадриде на 24-й сессии Генеральной ассамблеи ЮНВТО село Бёхово Заокского района стало одним из победителей международного конкурса «Best Tourism Villages by UNWTO (Лучшие туристические деревни ЮНВТО)». 30 октября 2021 года прошла торжественная церемония по включению села Бехово в Ассоциацию «Самых красивых деревень России».
В 2022 году в Тульской области стартовал масштабный культурно-туристический проект «Музейное лето в Туле», в рамках которого проводится более 200 культурно-массовых мероприятий – фестивали, концерты, представления, выставки на всех музейных площадках и в различных туристических местах региона. Центром проекта является Музейный квартал в Туле, в который интегрированы активные бизнес-площадки, гостиницы, городское пространство «Искра», кластер «Октава», рестораны и сувенирные лавки.
В конце января 2023 года на вручении XVIII PR-премии RuPoR проект «Кухня Куликова поля, или История на вкус» музея-заповедника «Куликово поле» признан лучших в сфере туризма. Проект существует с 2016 года — с момента открытия нового музейного комплекса в Моховом, в рамках которого повара адаптировали старинные рецепты и создали новые блюда с комбинацией традиций двух культур: русской и восточной.

## Статистика
Туристический поток в Тульскую область в последние годы показывает стабильный рост. В 2019 году он составил чуть больше 1 млн человек, в 2020—2021 годах было около 1,3 млн туристов, а по итогам 2022 года превысил 1,5 млн гостей. В 2022 году увеличилась глубина бронирования, выросла на 2 % продолжительность пребывания туристов в регионе, а число мест в гостиницах увеличилось на тысячу — с 17 тысяч в 2021 году до 18 тысяч в 2022 году. Если ранее это были туристы выходного дня, то в настоящее время гости в среднем проводят в регионе около трёх суток. Наибольшее число туристов приезжает в Тульскую область из следующих регионов России: Москва и Московская область — 69 %, Санкт-Петербург — 6 %, Рязанская область — 4 %, Калужская область — 3 %, Саратовская область — 3 %, все остальные регионы — 15 %. Целевой аудиторией для Тульской области являются индивидуальные туристы среднего возраста с детьми, а также молодежь с доходами выше среднего.